# Never Too Late
"Never Too Late" er en sang af den australske sangerinde Kylie Minogue, skrevet og produceret af Stock, Aitken og Waterman for hendes andet studiealbum Enjoy Yourself (1989).

## Udgivelse
Kylie ønskede titelsporet som den tredje single, men Pete Waterman underkendte hendes anmodning, og "Never Too Late" blev udgivet i stedet i efteråret 1989. Sangen debuterede som nummer sytten og opnåede sin højeste placering som nummer fire ugen efter.
B-siden med titlen "Kylies Smiley Mix" var en kontinuerlig mix af hendes største hits fra albummet Kylie og 12" versionen inkluderet disse sange i rækkefølge: "I'll Still Be Loving You", "It's No Secret", "Je Ne Sais Pas Pourquoi", "Turn It into Love", "I Should Be So Lucky" og "Got to Be Certain". Den 7" mix indeholdt de ovennævnte spor undtagen "I'll Still Be Loving You" og "It's No Secret".

## Format og sporliste
CD single
1. "Never Too Late" – 3:21
2. "Never Too Late" (Extended) – 6:11
3. "Kylie's Smiley Mix" (Extended) – 6:17

7" single
1. "Never Too Late" – 3:21
2. "Kylie's Smiley Mix" (7" version) – 3:59

12" single
1. "Never Too Late" (Extended Mix) – 6:11
2. "Kylie's Smiley Mix" (Extended Mix) – 6:17

Australsk 7" single
1. "Never Too Late" – 3:21
2. "Made in Heaven" (Heaven Scent Mix) – 4:43

Australsk 12" single / Kassette-single
1. "Never Too Late" (Extended Mix) – 6:11
2. "Made in Heaven" (Heaven Scent Mix) – 4:43

## Hitlister
| Hitliste                           | Placering |
| ---------------------------------- | --------- |
| Australien (ARIA Charts)           | 14        |
| Nederlandene (Dutch Top 40)        | 20        |
| Europa (Eurochart Hot 100 Singles) | 11        |
| French (SNEP)                      | 26        |
| Tyskland (Media Control Charts)    | 45        |
| Irland (Irish Singles Chart)       | 1         |
| New Zealand (RIANZ)                | 27        |
| Schweiz (Schweizer Hitparade)      | 23        |
| Storbritannien (UK Singles Chart)  | 4         |